# Azul (telenovela)
Azul es una telenovela mexicana producida por Televisa en 1996 y protagonizada por Kate del Castillo, Armando Araiza y Keiko, teniendo como antagonistas a Elvira Monsell y Tiaré Scanda, además de las actuaciones estelares de las primeras actrices Alma Muriel y Patricia Reyes Spíndola. La trama gira en torno al tema de la ecología a través de Keiko, una orca que divertía en el parque de diversiones Reino Aventura (ahora Six Flags México) en la Ciudad de México y que fue una celebración final de despedida para Keiko, quien iba a dejar el país para ir al Oregon Coast Aquarium donde sería entrenado para vivir libre en el océano.

## Argumento
Alejandra es una joven que trabaja en el delfinario de un parque de diversiones en la Ciudad de México, trabaja junto con Juanjo y Fina para cuidar a los delfines y a Keiko, una tierna orca,  que vive en el parque y divierte a los visitantes.
Alejandra estudia enfermería y forma parte del equipo de entrenadores del parque. Ernesto Valverde es el dueño del centro de atracciones, es cruel y tiene planes en compañía de su abogado para matar a Keiko y hacer un trato con el crimen organizado.
Enrique es un joven independiente y apuesto que adora a los animales, él es hijo de Ernesto Valverde y está en contra de los siniestros proyectos de su padre. Enrique entra a formar parte del grupo de entrenadores y conoce a Alejandra, ambos se enamoran y juntos enfrentan una gran serie de problemas por salvar a Keiko.
Keiko se convierte en la mejor amiga de Alejandra y Enrique, y juntos los tres regalan sonrisas y diversión a mucha gente.

## Elenco
- Kate del Castillo - Alejandra
- Armando Araiza - Enrique Valverde
- Alma Muriel - Elena Kuri
- Armando Silvestre - Ernesto Valverde
- Patricia Reyes Spíndola - Martha
- Alfonso Iturralde - Dr. Carlos Grimberg
- Lucila Mariscal - Fina
- Elvira Monsell - Paz
- Tiaré Scanda - Karina
- Arturo Beristáin - Gustavo Galván
- Juan Carlos Serrán - Dr. Solórzano
- Gabriela Hassel - Yeni
- Keiko - Él mismo
- Roberto Ramírez Garza - Ramón
- Aída Naredo - Lola
- Gustavo Ganem - Pancho
- Oscar Uriel - Juanjo
- Eduardo Schillinsky - Sergio
- Julio Bracho - Luis Aguirre
- Zoraida Gómez - La Chamos
- Eleazar Gómez - Lupito
- Hixem Gómez (†) - Héctor
- Ulises Ávila - Ulises
- Daniel Habif - Ricky
- Paulo Serrán - Beto
- Pedro Marás - Detective Mendoza
- Manuel Sánchez Martínez - El Tranzas
- Mané Macedo - Julia
- Renata Fernández - Renata
- Jaime Gerner - El Sueco
- José Antonio Coro - Dr. Meyer
- Claudia Eliza Aguilar - Obrera
- Socorro Avelar - Directora
- Raúl Araiza - Javier Valverde
- Moisés Iván - El Muelas
- Mauricio Aspe - Roberto
- Maristel Molina - María
- Silvia Contreras - Delia
- Galilea Montijo - Mara
- Rudy Casanova - Dr. Lefebre
- Ana de la Reguera - Cecilia
- Elías Rubio - Rubén
- Laura Montalvo - Clara
- Carlos Martínez Chávez - Dr. Serrán
- Luis Bernardos - Vicente
- Fernando Arturo Jaramillo - Locutor